# Società Sportiva Ternana 1968-1969
Questa voce raccoglie le informazioni riguardanti la Società Sportiva Ternana nelle competizioni ufficiali della stagione 1968-1969.

## Rosa
| N. |                   | Ruolo | Calciatore        |
| -- | ----------------- | ----- | ----------------- |
|    | Italia (bandiera) | C     | Andrea Agnoletto  |
|    | Italia (bandiera) | C     | Sergio Bonassin   |
|    | Italia (bandiera) | A     | Antonio Cardillo  |
|    | Italia (bandiera) | C     | Francesco Casisa  |
|    | Italia (bandiera) | C     | Gianni Corelli    |
|    | Italia (bandiera) | A     | Guerrino Diomede  |
|    | Italia (bandiera) | D     | Piero Favoriti    |
|    | Italia (bandiera) | P     | Primo Germano     |
|    | Italia (bandiera) | D     | Giampiero Imperi  |
|    | Italia (bandiera) | C     | Francesco Liguori |

| N. |                   | Ruolo | Calciatore          |
| -- | ----------------- | ----- | ------------------- |
|    | Italia (bandiera) | C     | Romano Marinai      |
|    | Italia (bandiera) | A     | Giovanni Meregalli  |
|    | Italia (bandiera) | D     | Claudio Montepagani |
|    | Italia (bandiera) | D     | Franco Nicolini     |
|    | Italia (bandiera) | D     | Paolo Pandrin       |
|    | Italia (bandiera) | A     | Orlando Rozzoni     |
|    | Italia (bandiera) | A     | Romano Sciarretta   |
|    | Italia (bandiera) | D     | Gino Vecchi         |
|    | Italia (bandiera) | D     | Giacomo Vianello    |

## Risultati

### Campionato

#### Girone di andata
| 29 settembre 1968 1ª giornata | Ternana | 1 – 1 | Bari |  |

| 6 ottobre 1968 2ª giornata | Lecco | 1 – 1 | Ternana |  |

| 13 ottobre 1968 3ª giornata | Ternana | 1 – 0 | SPAL |  |

| 20 ottobre 1951 4ª giornata | Mantova | 2 – 0 | Ternana |  |

| 3 novembre 1968 5ª giornata | Ternana | 2 – 0 | Lazio |  |

| 10 novembre 1968 6ª giornata | Catania | 0 – 0 | Ternana |  |

| 17 novembre 1968 7ª giornata | Catanzaro | 1 – 0 | Ternana |  |

| 24 novembre 1968 8ª giornata | Ternana | 1 – 1 | Perugia |  |

| 1º dicembre 1968 9ª giornata | Genoa | 1 – 1 | Ternana |  |

| 8 dicembre 1968 10ª giornata | Ternana | 2 – 0 | Padova |  |

| 15 dicembre 1968 11ª giornata | Livorno | 2 – 1 | Ternana |  |

| 22 dicembre 1968 12ª giornata | Ternana | 1 – 2 | Monza |  |

| 29 dicembre 1968 13ª giornata | Cesena | 1 – 1 | Ternana |  |

| 5 gennaio 1969 14ª giornata | Ternana | 1 – 0 | Foggia |  |

| 12 gennaio 1969 15ª giornata | Ternana | 1 – 0 | Como |  |

| 19 gennaio 1969 16ª giornata | Brescia | 3 – 2 | Ternana |  |

| 26 gennaio 1969 17ª giornata | Ternana | 0 – 0 | Reggiana |  |

| 2 febbraio 1969 18ª giornata | Reggina | 2 – 0 | Ternana |  |

| 9 febbraio 1969 19ª giornata | Modena | 1 – 2 | Ternana |  |

#### Girone di ritorno
| 16 febbraio 1969 20ª giornata | Bari | 0 – 0 | Ternana |  |

| 23 febbraio 1969 21ª giornata | Ternana | 2 – 1 | Lecco |  |

| 2 marzo 1969 22ª giornata | SPAL | 0 – 1 | Ternana |  |

| 9 marzo 1969 23ª giornata | Ternana | 0 – 0 | Mantova |  |

| 16 marzo 1969 24ª giornata | Lazio | 3 – 1 | Ternana |  |

| 23 marzo 1969 25ª giornata | Ternana | 2 – 0 | Catania |  |

| 30 marzo 1969 26ª giornata | Ternana | 1 – 0 | Catanzaro |  |

| 13 aprile 1969 27ª giornata | Perugia | 2 – 0 | Ternana |  |

| 20 aprile 1969 28ª giornata | Ternana | 1 – 1 | Genoa |  |

| 27 aprile 1969 29ª giornata | Padova | 3 – 3 | Ternana |  |

| 4 maggio 1969 30ª giornata | Ternana | 1 – 1 | Livorno |  |

| 11 maggio 1969 31ª giornata | Monza | 1 – 0 | Ternana |  |

| 15 maggio 1969 32ª giornata | Ternana | 1 – 1 | Cesena |  |

| 18 maggio 1969 33ª giornata | Foggia | 2 – 1 | Ternana |  |

| 25 maggio 1969 34ª giornata | Como | 1 – 0 | Ternana |  |

| 1º giugno 1969 35ª giornata | Ternana | 0 – 0 | Brescia |  |

| 8 giugno 1969 36ª giornata | Reggiana | 1 – 0 | Ternana |  |

| 15 giugno 1969 37ª giornata | Ternana | 0 – 1 | Reggina |  |

| 22 giugno 1969 38ª giornata | Ternana | 2 – 0 | Modena |  |

## Statistiche

### Statistiche di squadra
| Competizione | Punti | In casa | In casa | In casa | In casa | In casa | In casa | In trasferta | In trasferta | In trasferta | In trasferta | In trasferta | In trasferta | Totale | Totale | Totale | Totale | Totale | Totale | DR |
| Competizione | Punti | G       | V       | N       | P       | Gf      | Gs      | G            | V            | N            | P            | Gf           | Gs           | G      | V      | N      | P      | Gf     | Gs     | DR |
| ------------ | ----- | ------- | ------- | ------- | ------- | ------- | ------- | ------------ | ------------ | ------------ | ------------ | ------------ | ------------ | ------ | ------ | ------ | ------ | ------ | ------ | -- |
| Serie B      | 36    | 19      | 9       | 8       | 2       | 20      | 9       | 19           | 2            | 6            | 11           | 14           | 27           | 38     | 11     | 14     | 13     | 34     | 36     | -2 |
| Coppa Italia | 0     | 2       | 0       | 0       | 2       | 2       | 4       | 1            | 0            | 0            | 1            | 0            | 2            | 3      | 0      | 0      | 3      | 2      | 6      | -4 |
| Totale       |       | 21      | 9       | 8       | 4       | 22      | 13      | 20           | 2            | 6            | 12           | 14           | 29           | 41     | 11     | 14     | 16     | 36     | 42     | -6 |

### Statistiche dei giocatori
| Giocatore      | Serie B  | Serie B | Coppa Italia | Coppa Italia | Totale   | Totale |
| Giocatore      | Presenze | Reti    | Presenze     | Reti         | Presenze | Reti   |
| -------------- | -------- | ------- | ------------ | ------------ | -------- | ------ |
| A. Agnoletto   | 2        | 0       | -            | -            | 2        | 0      |
| Bernasconi     | -        | -       | 2            | 0            | 2        | 0      |
| S. Bonassin    | 34       | 0       | 3            | 0            | 37       | 0      |
| A. Cardillo    | 28       | 6       | 2            | 0            | 30       | 6      |
| F. Casisa      | 37       | 1       | 3            | 0            | 40       | 1      |
| G. Corelli     | 20       | 0       | -            | -            | 20       | 0      |
| G. Diomede     | 2        | 0       | -            | -            | 2        | 0      |
| P. Favoriti    | 3        | 0       | -            | -            | 3        | 0      |
| P. Germano     | 38       | -36     | 3            | -6           | 41       | -42    |
| G. Imperi      | 10       | 0       | -            | -            | 10       | 0      |
| F. Liguori     | 35       | 4       | 3            | 0            | 38       | 4      |
| R. Marinai     | 37       | 2       | 3            | 0            | 40       | 2      |
| G. Meregalli   | 36       | 4       | 2            | 0            | 38       | 4      |
| C. Montepagani | 20       | 5       | 3            | 0            | 23       | 5      |
| F. Nicolini    | 35       | 0       | 3            | 0            | 38       | 0      |
| P. Pandrin     | 32       | 0       | 3            | 0            | 35       | 0      |
| O. Rozzoni     | 17       | 3       | -            | -            | 17       | 3      |
| R. Sciaretta   | 29       | 8       | 3            | 2            | 32       | 10     |
| G. Vecchi      | 8        | 0       | -            | -            | 8        | 0      |
| G. Vianello    | 25       | 0       | 3            | 0            | 28       | 0      |